# Duliang
Duliang (kinesiska: 杜良, 杜良乡) är en socken i Kina. Den ligger i provinsen Henan, i den centrala delen av landet, omkring 81 kilometer öster om provinshuvudstaden Zhengzhou. Antalet invånare är 58 761.